# Aptilotus appendix
Aptilotus appendix är en tvåvingeart som beskrevs av Papp 1991. Aptilotus appendix ingår i släktet Aptilotus och familjen hoppflugor.
Artens utbredningsområde är Nepal. Inga underarter finns listade i Catalogue of Life.